# Geophis rostralis
Geophis rostralis este o specie de șerpi din genul Geophis, familia Colubridae, descrisă de Jan 1865. Conform Catalogue of Life specia Geophis rostralis nu are subspecii cunoscute.